# Sílvia Abril Fernández
Sílvia Abril Fernández   (Mataró, 10 d'abril de 1971) és una actriu, humorista i presentadora catalana.

## Biografia
Va començar estudis de dret, que va abandonar per ingressar a l'Institut del Teatre de Barcelona. Inicià la seva carrera artística sobre els escenaris en integrar-se al grup de teatre Comediants. Paral·lelament va col·laborar en altres programes i sèries com Las cerezas (2004-2005), amb Júlia Otero, o Divinos (2006). L'any 2006 és fitxada per Andreu Buenafuente per al seu programa Buenafuente, on interpretat diversos personatges –en especial l'esperpèntica Nena de Shrek– tant en la seva etapa d'Antena 3 com a La Sexta. En aquesta etapa, va formar part de la representació de TVE al Festival de la Cançó d'Eurovisió 2008, interpretant la ballarina maldestra, vestida de rosa, que acompanya el cantant Rodolfo Chikilicuatre, interpretat per David Fernández Ortiz. Aquell mateix any també interpreta el paper de Violeta Recio, una dona boja, germana d'Antonio Recio, en alguns capítols de La que se avecina.
L'any 2003 es va incorporar al programa d'humor Homo Zapping, dirigit per José Corbacho, on actuà durant gairebé quatre anys, parodiant personatges de la televisió a Espanya com Isabel Gemio, Mercedes Milà, Ana Rosa Quintana o Cayetana Guillén Cuervo. També va col·laborar amb l'equip del programa radiofònic Minoria absoluta.
L'any 2010 va ser una de les tres presentadores del programa de televisió Caiga quien caiga, a Cuatro, juntament amb Tània Sàrrias i Ana Milán. El 2013 va ser membre del jurat del concurs musical de corals de TV3 Oh happy day.
El 2025 fou inclosa a la llista Forbes de les 100 dones més influents de Catalunya.

## Vida privada
Es casà l'estiu de 2017 a l'Ajuntament de Barcelona amb el presentador de televisió Andreu Buenafuente, després d'una relació de 10 anys. L'acte fou oficiat per l'alcaldessa Ada Colau. Té una filla anomenada Joana nascuda el 28 de novembre de 2012.

## Filmografia

### Cinema
| Com a actriu - ¡Buen viaje, excelencia! (2003) - Lo mejor que le puede pasar a un cruasán (2003) - Torrente 3: el protector (2005) - El juglar da la nota (2006) - Spanish Movie (2009) - Torrente 4: lethal crisis (2011) - Promoció fantasma (2012) - Una pistola a cada mà (2012) - Tres bodas de más (2013) - Anacleto: Agent secret (2015) - Cuerpo de élite (2016) - El mejor verano de mi vida (2018) - El año de la plaga (2018) - Bajo el mismo techo (2019) - Padre no hay más que uno (2019) - Padre no hay más que uno 2: La llegada de la suegra (2020) - Superagente Makey (2020) - Demà és avui (2022) - Padre no hay más que uno 3 (2022) - Alimañas (2023) - Padre no hay más que uno 4: Campanas de boda (2024) - Padre no hay más que uno 5 (2025) | Com a dobladora - Toy Story 3 (2010) - El parc màgic (2019) - Los Wawies (2024) |

### Televisió
- El cor de la ciutat (2001)
- Hommo Zapping (2003-2007)
- Las cerezas (2004-2005)
- 4 Arreplegats (2005)
- Divinos (2006)
- Polònia (2007)
- La que se avecina (2008-2014)
- Pelotas (2010)
- La escobilla nacional (2010)
- El hormiguero
- Palomitas (2011)
- Me resbala (2013)
- Oh happy day (2013)
- Me resbala (2014)
- Tu cara me suena (2014)
- 39+1(2014)
- Late Motiv (2016-actualitat)
- La noche de Rober (2018)
- Señor dame paciencia (2023)
- Todas las veces que nos enamoramos (2023)
- Mamen Mayo (2024) SkyShowtime
- Atasco (2025)

## Imitacions aTu cara me suena
| Gala         | Cantant o grup                                            | Cançó                    | Posició         | Punts |
| ------------ | --------------------------------------------------------- | ------------------------ | --------------- | ----- |
| 1            | Raffaella Carrà                                           | ¡Qué dolor!              | 4a              | 18    |
| 2            | Ylenia                                                    | Pégate                   | 7a              | 11    |
| 3            | Sor Cristina                                              | No One                   | 8a              | 11    |
| 4            | Miguel Bosé                                               | Don Diablo               | 7a              | 13    |
| 5            | Doris Day                                                 | Che serà                 | 2a              | 20    |
| 6            | Britney Spears                                            | Womanizer                | 8a              | 10    |
| 7            | Heidi                                                     | Abuelito dime tú         | 1a              | 24    |
| 8            | Ana Torroja (Mecano)                                      | Hawaii-Bombay            | 5a              | 16    |
| 9            | Karina                                                    | El baúl de los recuerdos | 8a              | 9     |
| 10           | Celia Cruz                                                | La vida es un carnaval   | 5a              | 18    |
| 11           | Paquita Rico                                              | El beso                  | 8a              | 10    |
| 12           | Massiel                                                   | Eres                     | 8a              | 11    |
| 13           | Geri Halliwell                                            | It's Raining Men         | 9a              | 9     |
| 14           | Lady Gaga i Tony Bennett (ajudada per Andreu Buenafuente) | The Lady Is a Tramp      | 2a              | 23    |
| 1ª Semifinal | Concha Velasco                                            | Mamá, quiero ser artista |                 |       |
| 2ª Semifinal | Alaska                                                    | Dramas y comedias        |                 |       |
| Final        | Shakira                                                   | Las de la intuición      | Fora de concurs |       |

### Ràdio
| Any         | Títol         | Canal      | Notes                                  |
| ----------- | ------------- | ---------- | -------------------------------------- |
| 2019 – 2021 | El Grupo      | Cadena SER | Presentadora juntament amb Toni Acosta |
| 2022        | Las del Grupo | Podimo     | Presentadora juntament amb Toni Acosta |